# Rhipidia (Rhipidia) xanthoscelis
Rhipidia (Rhipidia) xanthoscelis is een tweevleugelige uit de familie steltmuggen (Limoniidae). De soort komt voor in het Oriëntaals gebied.